# Snipex
Snipex — український бренд стрілецької зброї великих калібрів (12,7—14,5 мм) та оптичних і коліматорних прицілів, що належить фірмі ХАДО з Харкова. Станом на 2023 рік збройовий модельний ряд Snipex складається із чотирьох снайперських/антиматеріальних гвинтівок та одного великокаліберного кулемету. Дві моделі гвинтівок (T-Rex та Alligator) прийняті на озброєння Збройних сил України.

## Історія
Розробка і виробництво цієї зброї ведеться з 2014 року. Офіційно прототип першої далекобійної гвинтівки Snipex Rhino Hunter калібру 12,7×99 мм НАТО (.50 BMG) був представлений у 2016 році. У 2017 році світ побачили моделі Snipex M75 калібру 12,7×108 мм . У 2018 році виробник презентував флагманську модель серії Snipex — однозарядну гвинтівку Snipex M100 калібру 12,7×108 мм.
З 2017 року компанія починає роботу з калібром 14,5×114 мм. Результатом стало створення двох антиматеріальних гвинтівок — Snipex T-Rex та Snipex Alligator. У 2020 році Snipex T-Rex та Snipex Alligator вдало прошли державні випробування та були прийняті на озброєння Збройних сил України.

## Конструкція
Гвинтівки серії Snipex сконструйовані з урахуванням усіх вимог до зброї для високоточної стрільби. Влучність забезпечується за рахунок плаваючого ствола, який, у момент вильоту з нього кулі, знаходиться у вільному відкоті.
Компонування за схемою булпап: затворна група розміщується позаду спускового гачка.
Особливість гвинівок Snipex — це принятний рівень відбою. Він досягається за рахунок дії інерційно-відкотної системи, частина енергії відбою гаситься за рахунок ДГК.
Гвинтівки призначені для стрільби з упору, для чого обладнані сошками, що складаються, та додатковою опорою під прикладом.
Гвинтівки розраховані на жорстку експлуатацію. Стволи власного виробництва. Ресурс ствола заявляється на рівні 3000 пострілів.

## Модельний ряд
Гвинтівки:
- Snipex M  — однозарядні антиматеріальні далекобійні гвинтівки під набій 12,7×108 мм з довжиною ствола 750 та 1000 мм відповідно.
  - Snipex Rhino Hunter — цивільна, мисливсько-спортивна однозарядна гвинтівка під набій 12,7×99 мм NATO(.50 BMG).
- Snipex T-Rex — однозарядна антиматеріальна далекобійна гвинтівка під набій 14,5×114 мм.
- Snipex Alligator — багатозарядна антиматеріальна далекобійна гвинтівка під набій 14,5×114 мм.
- Snipex MONOMAKH— самозарядна антиматеріальна далекобійна гвинтівка під набій 14,5×114 мм.

Кулемети:
- Snipex LASKA-K2 — перспективний кулемет під набій 12,7×108 мм.